# Jürgen Raab
Jürgen Raab (* 30. prosince 1958, Zeulenroda-Triebes) je bývalý východoněmecký fotbalista, záložník, reprezentant Východního Německa (NDR). Po skončení aktivní kariéry působil jako trenér.

## Fotbalová kariéra
Ve východoněmecké oberlize hrál za FC Carl Zeiss Jena, nastoupil ve 342 ligových utkáních a dal 113 gólů. S FC Carl Zeiss Jena vyhrál v roce 1980 východoněmecký fotbalový pohár. V Poháru vítězů pohárů nastoupil ve 13 utkáních a dal 4 góly a v Poháru UEFA nastoupil v 18 utkáních a dal 8 gólů. Za reprezentaci Východního Německa (NDR) nastoupil v letech 1982–1988 ve 20 utkáních a dal 2 góly.

## Ligová bilance
| Ročník                | Zápasy | Góly | Klub               |
| --------------------- | ------ | ---- | ------------------ |
| I. liga 1976/77       | 4      | 1    | FC Carl Zeiss Jena |
| I. liga 1977/78       | 18     | 5    | FC Carl Zeiss Jena |
| I. liga 1978/79       | 26     | 10   | FC Carl Zeiss Jena |
| I. liga 1979/80       | 26     | 5    | FC Carl Zeiss Jena |
| I. liga 1980/81       | 25     | 8    | FC Carl Zeiss Jena |
| I. liga 1981/82       | 24     | 6    | FC Carl Zeiss Jena |
| I. liga 1982/83       | 26     | 7    | FC Carl Zeiss Jena |
| I. liga 1983/84       | 23     | 11   | FC Carl Zeiss Jena |
| I. liga 1984/85       | 26     | 10   | FC Carl Zeiss Jena |
| I. liga 1985/86       | 21     | 12   | FC Carl Zeiss Jena |
| I. liga 1986/87       | 25     | 7    | FC Carl Zeiss Jena |
| I. liga 1987/88       | 24     | 8    | FC Carl Zeiss Jena |
| I. liga 1988/89       | 24     | 10   | FC Carl Zeiss Jena |
| I. liga 1989/90       | 26     | 6    | FC Carl Zeiss Jena |
| I. liga 1990/91       | 24     | 7    | FC Carl Zeiss Jena |
| 2. bundesliga 1991/92 | 30     | 5    | FC Carl Zeiss Jena |
| 2. bundesliga 1992/93 | 4      | 2    | FC Carl Zeiss Jena |
| CELKEM I. liga        | 342    | 113  |                    |